# پائولو دامتو
پائولو دامتو (انگلیسی: Paolo Dametto؛ زادهٔ ۲۸ ژوئن ۱۹۹۳) بازیکن فوتبال اهل ایتالیا است.
از باشگاه‌هایی که در آن بازی کرده‌است می‌توان به باشگاه فوتبال کالیاری، باشگاه فوتبال آ. ث. لومتزانه، و باشگاه فوتبال رجانا اشاره کرد.
وی همچنین در تیم‌های ملی فوتبال زیر ۱۶ سال ایتالیا، زیر ۱۷ سال ایتالیا، و زیر ۱۸ سال ایتالیا بازی کرده‌است.